# Steven Strait
Steven Strait, właściwie Steven A. Strait (ur. 23 marca 1986 w Nowym Jorku) – amerykański aktor filmowy i telewizyjny, model i wokalista rockowy.

## Życiorys

### Wczesne lata
Urodził się i dorastał na Manhattanie w Greenwich Village, w Nowym Jorku jako syn Jean (z domu Viscione) i Richarda Dyera Straita. Jego rodzina była pochodzenia angielskiego i włoskiego. Wychowywał się wraz z młodszą siostrą. Debiutował w musicalu podczas nauki w Village Community School. Uczęszczał do katolickiej szkoły średniej przy Public School Number Three. Mając trzynaście lat studiował teatr w prestiżowym Stella Adler Conservatory i Black Nexus Acting Studio w Nowym Jorku.

### Kariera
Dorabiał jako trener w siłowni, gdy został odkryty przez Johna Babina, agenta Boss Models. Wkrótce rozpoczął karierę modela (188 cm wzrostu) dla magazynów „L'uomo Vogue”, „Spoon”, „Details”, „Hollister Co.” „Surface” i „Pop” oraz dla światowej sławy fotografów takich jak Bruce Weber, Ellen von Unwerth i Herb Ritts.
W 2001 roku wydał książkę pt. All-American: Short Stories i pojawił się w serialu NBC Brygada ratunkowa (Third Watch, 2001). 
W 2004 roku po ukończeniu jezuickiej szkoły średniej dla chłopców Xavier High School na nowojorskim Manhattanie, przeniósł się do stanu Kalifornia i zadebiutował na dużym ekranie rolą nastoletniego herosa Warrena Peace'a w sensacyjno-przygodowej komedii familijnej sci-fi Sky High (2005) u boku Kurta Russella. Poznawał tajniki aktorstwa w Stella Adler Studio of Acting i Black Nexus Acting Studio w Nowym Jorku. 
Został wokalistą zespołu rockowego Tribe, z którym w 2005 roku nagrał album One Thing Leads To Another. Następnie zagrał w komediodramacie Cena uczuć (Undiscovered, 2005) z Ashlee Simpson i dreszczowcu Pakt milczenia (The Covenant, 2006) w roli Caleba Danversa, a w roku 2008 zagrał główną rolę D'Leha w filmie 10 000 BC, co zapewniło mu ogólnoświatowy rozgłos.

## Życie prywatne
23 grudnia 2007 poślubił Lynn Collins. Para rozwiodła się w grudniu 2013.

## Filmografia

### Filmy fabularne
| Rok  | Tytuł                                         | Rola               | Reżyser             |
| ---- | --------------------------------------------- | ------------------ | ------------------- |
| 2005 | Cena uczuć (Undiscovered)                     | Luke Falcon        | Meiert Avis         |
| 2005 | Sky High                                      | Warren Peace       | Mike Mitchell       |
| 2006 | Pakt milczenia (The Covenant)                 | Caleb Danvers      | Renny Harlin        |
| 2008 | 10 000 BC: Prehistoryczna legenda (10,000 BC) | D'Leh              | Roland Emmerich     |
| 2008 | Stan spoczynku (Stop-Loss)                    | Michael Colson     | Kimberly Peirce     |
| 2009 | City Island                                   | Tony Nardella      | Raymond De Felitta  |
| 2012 | After                                         | Freddy             | Ryan Smith          |
| 2013 | Sleeping with the Fishes                      | Dominic Sebastiani | Nicole Gomez Fisher |
| 2014 | Hot                                           | Jones              | Victor Warren       |
| 2016 | Extra Credit and Arthur Darks                 | Arthur Darks       | Sabyn Mayfield      |
| 2018 | Love Thy Keepers                              | Henry              | Josh Janowicz       |

### Seriale TV
- 2001: Brygada ratunkowa (Third Watch) jako Bobby
- 2010: Chase jako Jackson Cooper
- 2012–13: Miasto cudów (Magic City) jako Steven „Stevie” Evans
- 2014: Zemsta (Revenge) jako Brooks
- 2015–22: The Expanse jako James Holden